# Nakamura Reikichi
Nakamura Reikichi (* 16. Oktober 1916 in Tomakomai; † nach 1942) war ein japanischer Eisschnellläufer.
Nakamura studierte an der Waseda-Universität und nahm an den Olympischen Winterspielen 1936 in Garmisch-Partenkirchen teil. Dort kam er auf den 11. Platz über 500 m. Seine größten Erfolge bei nationalen Rennen waren zwei Siege mit der Staffel bei den japanischen Studentenmeisterschaften 1937 und 1939.

## Persönliche Bestleistungen
| Disziplin | Zeit        | Datum           | Ort                    |
| --------- | ----------- | --------------- | ---------------------- |
| 500 m     | 45,0 s      | 6. Februar 1936 | Garmisch-Partenkirchen |
| 1500 m    | 2:30,4 min  | 25. Januar 1936 | Oslo                   |
| 5000 m    | 9:27,8 min  | 1942            |                        |
| 10.000 m  | 19:20,7 min | 1942            |                        |